# Cereza bing
Bing es un cultivar de la cereza silvestre o dulce –Prunus avium–, que se originó en el Noroeste del Pacífico en Milwaukie, Oregón. El Bing sigue siendo un cultivo importante en Oregón, Washington, California, Wisconsin y Columbia británica. Es el más producido en el país norteamericano.

## Historia
El cultivar fue creado como un injerto cruzado de la cereza republicana negra en 1875 por el horticultor Seth Lewelling y su capataz Ah Bing, de quien se nombra el cultivar.
Según los informes, Ah Bing nació en China y emigró a los Estados Unidos alrededor de 1855. Trabajó como capataz en los huertos frutales de la familia Lewelling en Milwaukie durante unos 35 años, supervisando a otros trabajadores y cuidando árboles. Regresó a China en 1889 para una visita. Debido a las restricciones de la Ley de Exclusión China de 1882, nunca regresó a los Estados Unidos. No hay una certeza de que Ah Bing fue responsable del desarrollo del cultivar, o si fue desarrollado por Lewelling y nombrado en honor a Bing debido a su largo servicio como capataz de la huerta.

## Producción hortícola
Las cerezas Bing se utilizan casi exclusivamente para el mercado fresco. Los bings son cerezas grandes, oscuras y firmes que se envían en buen estado, pero se abren si se exponen a la lluvia cerca de la cosecha.

## Salud
Las cerezas Bing son ricas en antioxidantes. Un estudio del Departamento de Agricultura de los Estados Unidos sugiere que las cerezas Bing frescas pueden ayudar a quienes padecen artritis y gota. Sin embargo, la Administración de Medicamentos y Alimentos advierte que estas afirmaciones aún no han sido probadas.